# Qafarlı
Qafarlı è un comune dell'Azerbaigian situato nel distretto di Bərdə. Conta una popolazione di 396 abitanti.